# 넴루트산
넴루트산(튀르키예어: Nemrut Dağı, 아르메니아어: Նեմրութ լեռ)은 해발 2,134m(7,001 ft)의 튀르키예 남동쪽에 위치한 산으로, 산 정상의 기원전 1세기 경에 세워진 콤마게네 왕국의 안티오쿠스 1세의 묘로 유명하다. 여러 조각들이 주변에 세워져있다. 넴루트 산이라는 이름은 비교적 최근인 중세 시대 때 지어진 것으로 알려져있다. 하이크가 니므롯을 이기고 넴루트 산에 매장했다는 아르메니아의 전설이 있다.